# مزاتلان، سینالوآ
مزاتلان (به اسپانیایی: Mazatlán) از شهرهای کشور مکزیک است که در ایالت سینالوآ قرار دارد و جمعیت آن طبق سرشماری سال ۲۰۱۰ میلادی ۴۳۸٬۴۳۴ نفر بوده است.

## نگارخانه

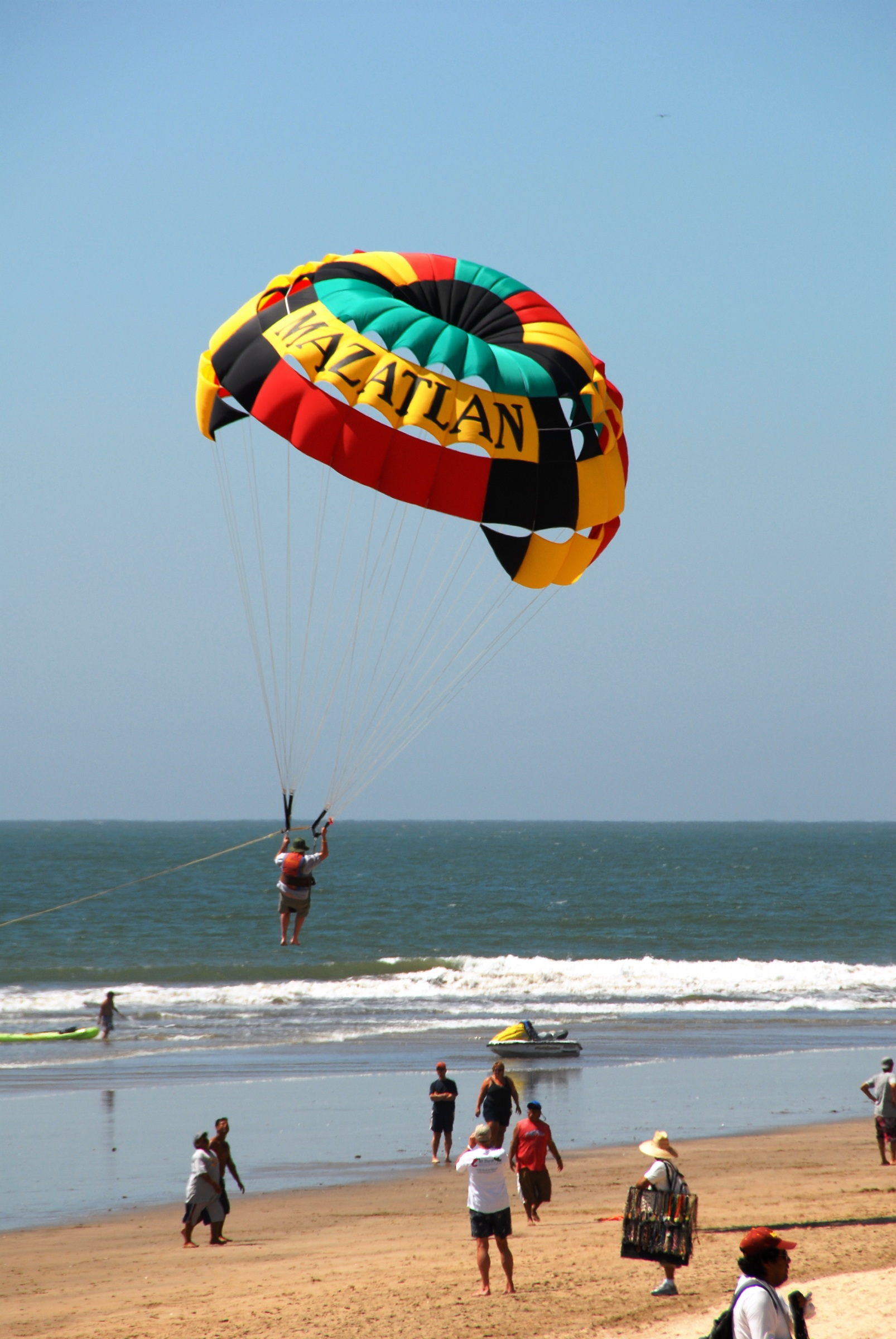
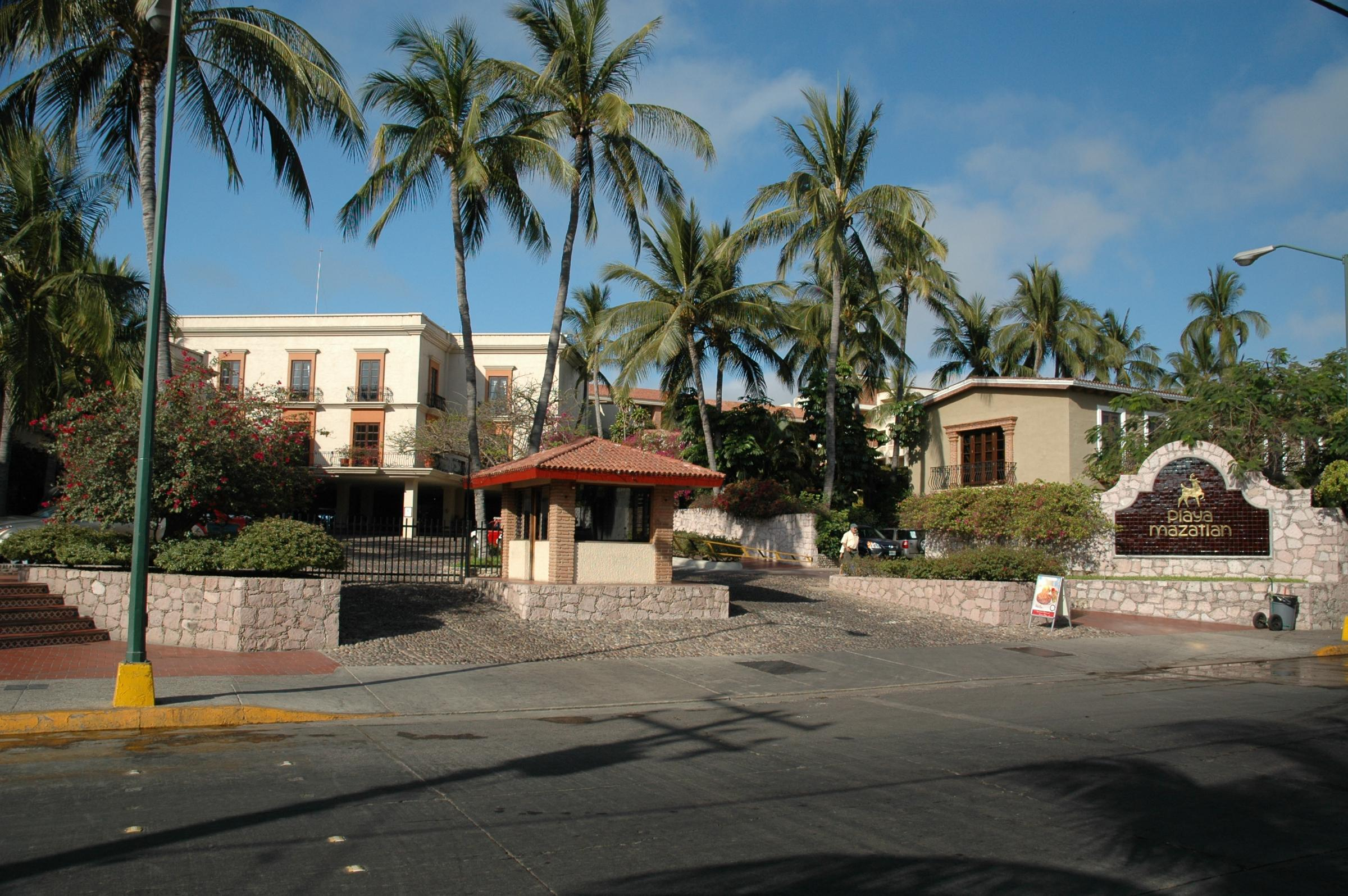
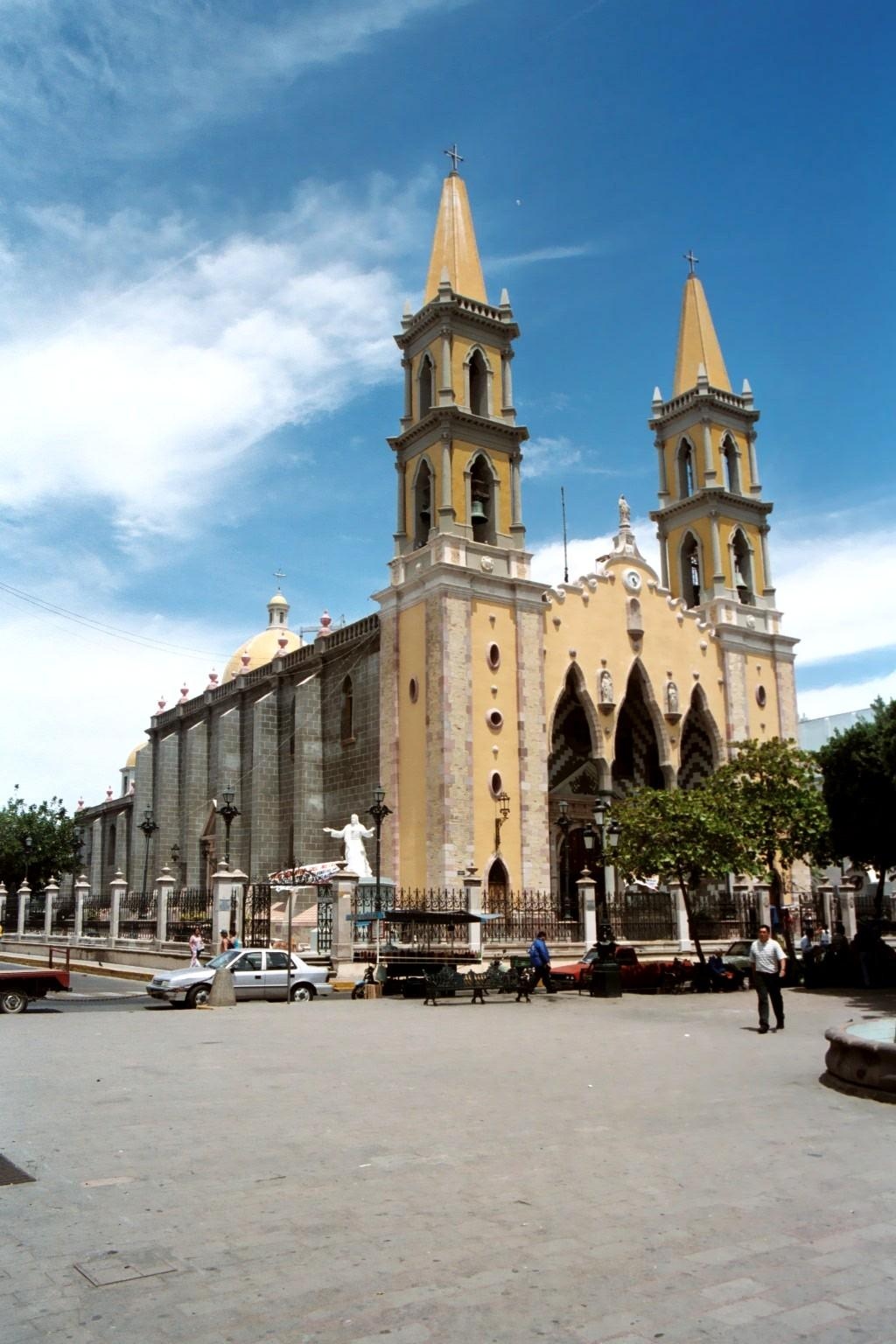